# بادپر معمولی
بادپر معمولی (نام علمی: Cymothoe caenis) نام یک گونه از سرده پروانه‌های بادپر است.